# Paus Johannes XXII
Joannes XXII, geboren als Jacques Duèze (ook gespeld als Jacobus Arnoldi Deuza, of d'Osa of d'Euze) (Cahors, ca. 1249 - Avignon, 4 december 1334) was de tweede en belangrijkste van de reeks pausen die te Avignon verbleven, en een van de weinige pausen die ooit van ketterij werden beschuldigd.

## Carrière
Hij werd rond 1249 geboren te Cahors. Eerst was hij bisschop van Fréjus (1300), daarna van Avignon (1310), en werd vervolgens bevorderd tot kardinaal (1312) onder zijn voorganger Clemens V.
Na een sedisvacatie van meer dan twee jaar, werd hij op 7 augustus 1316, na een bijzonder lastige en ingewikkelde verkiezingsprocedure, tot paus verkozen, met de steun van de toekomstige koning Filips V van Frankrijk en van koning Robert van Napels. De 67-jarige kardinaal Duèze leek een compromisfiguur: gezien zijn leeftijd en zijn zwakke gezondheid dachten zijn kiezers dat hij slechts een overgangspaus zou zijn. In werkelijkheid duurde zijn pontificaat achttien jaar. Hij was de tweede paus in Avignon; hij vergrootte de pauselijke staat Comtat Venaissin met de aankoop van de Enclave des papes in het naburige prinsdom Dauphiné en hij liet het pausenpaleis bouwen in Sorgues nabij Avignon.

## Hervormingen
Nadat zijn voorganger zich in 1309 te Avignon was komen vestigen, besloot hij in die stad te blijven, en hij versterkte er de Franse invloed in de curie aanzienlijk. Met ongewone energie en enthousiasme wijdde de bejaarde paus zich aan zijn taak. Tijdens zijn pontificaat voerde hij belangrijke bestuurlijke en financiële hervormingen in de Kerk door. Hij reorganiseerde de werking van de Romeinse Curie, ontnam aan de kanunniken van de kathedrale kapittels het recht de bisschoppen te kiezen, en sleutelde aan de omvang van de bisdommen door de meest uitgestrekte te splitsen of er de grenzen van te verleggen. Hij saneerde de financiële toestand van de kerk door de invoering van een pauselijk belastingsysteem, de zgn. annaten. Zijn benoemingen voor het College van Kardinalen betroffen, met een paar uitzonderingen, haast allemaal Fransen. Hij werd beschuldigd van nepotisme door schenkingen en kerkelijke ambten aan vrienden en verwanten toe te kennen.

## Conflict met de minderbroeders
Johannes XXII mengde zich in een slepend conflict dat verdeeldheid zaaide binnen de Orde der Minderbroeders (of franciscanen), door de kant van de conventuelen te kiezen, tegen de spiritualen. Deze laatsten predikten de absolute armoede en beschouwden zelfs het opslaan van levensmiddelen als zondig. Een handjevol hardleerse spiritualen die zich tegen de pauselijke beslissing bleven verzetten, verschenen voor de Inquisitie en belandden uiteindelijk in 1318 op de brandstapel. Maar ook daarna volhardden de minderbroeders, tot grote ergernis van de paus, in hun visie dat Christus en de apostelen geen eigendommen hadden bezeten. De meerderheid van de minderbroeders onderwierp zich in 1325 aan het pauselijke gezag, maar een minderheid scheidde zich af, waaronder Michaël van Cesena en de beroemde filosoof Willem van Ockham. Johannes XXII sloeg deze allemaal in de ban, en verklaarde dat het recht om bezittingen te hebben reeds van de tijd van Adam en Eva dateerde.
De dissidente minderbroeders hadden zich echter aangesloten bij hertog Lodewijk van Beieren, een vijand van de paus, die zijn rivaal voor de Duitse troon in 1322 in de Slag bij Mühldorf had verslagen. Omdat die rivaal, Frederik de Schone, de steun van de paus had, werd Lodewijk van Beieren door deze in 1324 in de ban gedaan, op grond van agressief anti-pauselijk gedrag. Lodewijk reageerde door aan te dringen op het samenroepen van een algemeen concilie, met de bedoeling de paus aan te klagen wegens ketterij, omwille van diens houding tegenover het standpunt van de spiritualen. Hij werd hierbij onder meer gesteund door de dissidente minderbroeders, maar ook door Marsilius van Padua († 1342), die eerder de opvatting had verdedigd dat een algemeen concilie boven de paus stond (en daarvoor ook werd veroordeeld).

Lodewijk van Beieren trok in 1328 Rome binnen en liet zich door de invloed van zijn medestanders, de familie Colonna, tot keizer kronen. Drie maanden later gaf hij een edict uit waarin hij verklaarde dat Jacques van Cahors als paus was afgezet, en liet de spirituaal Pietro Rainalducci door de Romeinse geestelijkheid tot tegenpaus verkiezen, onder de naam Nicolaas V. Lodewijk trok zich echter in 1329 uit Rome terug, waardoor de tegenpaus zijn steun verloor. Deze kon niets anders dan naar Avignon reizen en zich aan Johannes XXII onderwerpen. Hij verkreeg er amnestie en werd onder vrij comfortabele omstandigheden opgesloten.

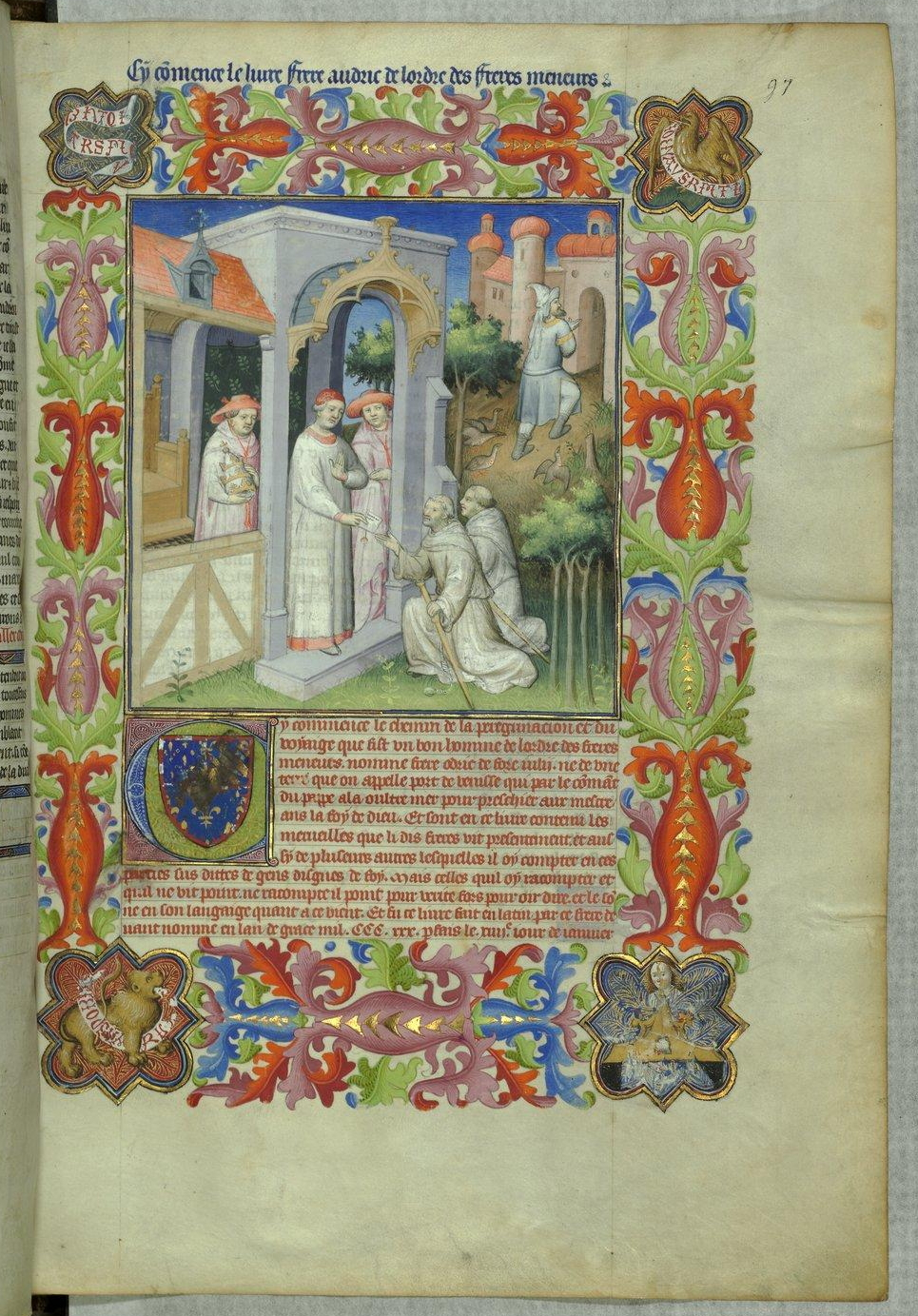
Johannes XXII ontvangt Odoric van Pordenone. Miniatuur uit een manuscript uit 1410-1412.

## Andere activiteiten
Tijdens het uitzonderlijk actieve pontificaat van Johannes XXII vonden nog andere belangrijke gebeurtenissen plaats, waaronder de oprichting van bisdommen in India, Iran en Armenië, de heiligverklaring van Thomas van Aquino (1323) en de stichting van een universiteit in zijn geboortestad Cahors. Hij zette zich af (1324/1325) tegen de muzikale stroming van de Ars Nova in de kerkmuziek, en veroordeelde in 1329 achttien leerstellingen van de Duitse mysticus Meester Eckhart († 1327).
Tussen 1331 en 1332 deed hij zelf een paar uitspraken die hem tot aan zijn dood zouden achtervolgen: hij ontwikkelde de visie dat de heiligen God pas na het Laatste Oordeel van aangezicht tot aangezicht zouden aanschouwen, en dat de verdoemden nog niet definitief in de hel waren. Deze visie werd in 1333 aan de universiteit van Parijs veroordeeld en door zijn tegenstanders (onder wie Willem van Ockham) aangegrepen om zich tegen hem te keren. Er werd aangedrongen om de paus door een algemeen concilie te laten veroordelen en af te zetten. Maar zover zou het niet komen. Johannes XXII werd ernstig ziek en op zijn sterfbed, in aanwezigheid van zijn kardinalen, verklaarde hij zich bereid om zijn standpunten te herroepen, als die zo strijdig waren met de gangbare geloofsopvattingen binnen de kerk.
Hij overleed op 4 december 1334, op de leeftijd van 89 jaar, en werd begraven in de kathedraal Notre-Dame-des-Doms te Avignon.

## Voetnoot
1. ↑  H. Kühner, Lexikon der Päpste, Frankfurt am Main, 1960, pp. 83 f.

- Bibsys: 3030414
- Biblioteca Nacional de España: XX1182617
- Bibliothèque nationale de France: cb11988770j (data)
- Catàleg d'autoritats de noms i títols de Catalunya: 981058521675006706
- Gemeinsame Normdatei: 118557912
- International Standard Name Identifier: 0000 0004 4916 5295
- Library of Congress Control Number: n50057518
- Nationale Bibliotheek van Tsjechië: mzk2002157165
- Nationale bibliotheek van Australië: 35861766
- Nationale Bibliotheek van Israël: 987007339471605171
- Nationale Bibliotheek van Polen: a0000001188254
- Nederlandse Thesaurus van Auteursnamen: 306248883
- Istituto Centrale per il Catalogo Unico: SBLV119433
- LIBRIS: 64830
- Système universitaire de documentation: 029176557
- Trove: 1120653
- Union List of Artist Names: 500320191
- Virtual International Authority File: 32005351
- WorldCat: E39PCjKvRHPkGVpRKTJwVtkGQC

## Verder lezen
- M. Hanst, art. Johannes XXII., in BBKL III (1992), pp. 228-233.
- J.P. Kirsch, "Pope John XXII", lemma in Catholic Encyclopedia, 1913, deel VIII]
- art. Johannes XXII., in Meister Eckhart und seine Zeit (2000-2007).

Cursief: tegenpaus